# Параболично огледало
Параболично огледало je рефлективна површина која има облик дела ротационог параболоида. Користи се за сакупљање или емитовање светлосних, звучних или радио сигнала. Зрак емитован тачкастим извором светлости или другим електромагнетним зрачењем из фокуса, након одбијања ће бити усмерен тако да буде паралелан са осом огледала, а зрак који долази паралелан с осом огледала, након одбијања стиже до жиже.
Већина закривљених огледала која се производе и користе су делови неких правилних површи. Ротацијом кружнице око неке од својих оса симетрије настаје сфера, а њен део је облик сферног огледала. Слично, од елипсе настаје елипсоидно огледало, од параболе - параболично, од хиперболе - хиперболоидно огледало и тако даље. Различита оптичка огледала имају различите примене. Њихова примарна примена је у оптичким инструментима и рефлекторима. И у другим системима који се могу описати законима сличним геометријској оптици (нпр. електромагнетни или акустички системи) постоје делови који се понашају као огледала.

## Историја
Систем функционисања параболичног огледала је био познат још у старој Грчкој, где је старогрчки математичар Диокле описао и доказао да се парални зраци светлости који упадају у параболично огледало, скупљају у једну тачку, жижу. За Архимеда се тврди да је употребио параболична огледала за време опсаде Сиракузе тако што је употребио Сунчеву светлост која се фокусирала на жижама огледалима, одатле ју је усмерио ка противничким бродовима и тако их запалио.
Дубровачки математичар и физичар Марин Геталдић (1568—1626) конструисао је параболично огледало пречника 2/3 метра, које се и данас чува у Поморском музеју у Лондону.
Исак Њутн је искористио параболично огледало за конструкцију свог Њутновог телескопа 1668. године. То је тип рефлекторског телескопа код којег се светлост од конкавног примарног параболичног огледала одбија до малог дијагоналног равног секундарног огледала и преноси до фокуса. Фокус се налази по страни тубуса (нормално на оптичку осу телескопа) при врху телескопа (на супротној страни од примарног огледала). Пошто спада у најједноставније и најјефтиније телескопе, овај телескоп се и данас користи, већином за аматерска посматрања телескопима које људи могу и сами да направе.
Џејмс Грегори је 1663. године конструисао свој, Грегоријев телескоп, који је користио параболично огледало да би поправио сферичну и хроматске аберације (грешке) на дотадашњим телескопима. Примарно огледало Грегоријевог телескопа је конкавно параболично огледало, а секундарно огледало чини мање конкавно елиптично огледало. Примарно огледало рефлектује светлост на секундарно, која се одавде поново рефлектује на примарно, али тачно у његов центар у којем је рупа и где је постављен окулар. За разлику од Њутновог телескопа, растојање међу огледалима је веће од жижине даљине и због тога овде слика није изокренута. Захваљујући великој жижиној даљини, секундарно огледало даје релативно велико увећање.
Светионици су дуго користили параболична огледала, док они у 19. веку нису замењена Фреснел огледалима.

## Особине
Иако се узима да се одбијени зраци код сферног огледала секу у истој тачки, у пракси се то не дешава заиста. Разлог за то је аберација сферног огледала, што код малих огледала не долази до изражаја, и за њих је апроксимација пресека одбијених зрака у жижи добра. Код већих огледала или код огледала са малом жижном даљином лик посматраног предмета неће бити јасан, па се сферно огледало замењује параболичним.

### Једначина параболичног огледала
Да бисмо добили тачан изглед конкавног параболичног огледала, потребно је знати формулу која описује његов облик, оносно једначину огледала у облику у = ф (x). За параболично огледало тражена једначина гласи:
{\displaystyle y={\frac {x^{2}}{4f}},}
где је f жижина даљина. Ако огледало има овакав облик онда ће сви зраци који падају паралелно y-оси (главна оптичка оса огледала), да се секу у истој тачки коју се назива жижа.

### Изглед параболичног огледала
У пракси се најчешће узима сферно огледало као довољно добро конкавно огледало. Пошто су елиптична и сферна огледала само делови сфере и параболоида, разлика између сферног и параболичног огледала је толико мала да се мери десетинама микрометра, али је зато велика разлика у квалитету слике коју дају.
Параболично огледало је закривљеније у средини него на рубу. То је потребно да би оно могло паралелне зраке светлости скупљати у једну тачку (жижу). Попречни пресек огледала је парабола са теменом у средишту огледала. Закривљеност параболичног огледала је у свакој тачки другачија, а формула за полупречник закривљености је:
{\displaystyle R={\frac {\sqrt[{3}]{4f^{2}+x^{2}}}{4f^{2}}},}
где је f жижна даљина огледала, а x растојање тачке од y-осе за коју рачунамо закривљеност. Очигледно је да се удаљавањем од темена огледала (тачка пресека огледала и главне оптичке осе) закривљеност смањује јер је полупречник све већи. Вредност променљиве x се креће у интервалу од нуле (теме огледала) до полупречника огледала (ивица огледала).
Дакле, ако је огледало великог полупречника треба да буде параболично јер вредност x много варира и самим тим битно утиче на вредност полупречника закривљености. Такође треба приметити да ако је жижна даљина довољно велика тако да она чини највећи део збира под кореном, онда интервал који може да узме променљива x не утиче битно на резултат. па је у таквим случајевима веома мала разлика између сферног и параболичног огледала.
Међутим, много лакши начин за контролисање изгледа огледала током израде је преко дужине главне оптичке осе у којој се секу преломљени зраци код сферног огледала које има полупречник закривљености као параболично огледало у центру. Што зрак пада даље од темена оваквог огледала, они ће раније пресећи главну оптичку осу. Растојање од темена огледала до поменуте тачке назива се минимална жижна даљина. Повећањем пречника огледала или смањивањем жижне даљине, жижа све више „расипа“.
Формула која описује колико треба удубити стакло у свакој тачки у зависности од њеног растојања од главне оптичке осе је:
{\displaystyle h={\frac {D^{2}-4r^{2}}{16f}}}
Пре оптичке контроле, ово је добар начин за груба контролисања изгледа огледала током израде.

## Примена
Примена параболичних огледала је широко и разнолико заступљена, посебно у оптичким инструментима, астрономији и технологији.
- Параболична огледала су врло важна за радиоастрономију од самог њеног настанка. Радио-телескопи су уско усмерени пријемници слабог електромагнетног зрачења са огромних удаљености. Радио-телескопи раде на веома малим таласним дужинама, користећи радио зрачење. Они у фокусу имају диполни пријемник, тј. антену, из које се сигнал појачава и региструје. Огледало је метални параболоид, који представља колектор. Антене могу да се постављају појединачно или у батерији, када се неколико параболичних антена синхронизује у један радио-телескоп.

- Једна од интересантних примена параболичних огледала је у соларним термалним електранама која садржи параболичне колекторе. Параболични колектори се састоје се од дугих низова параболичних огледала (закривљених око само једне осе) и од соларног колектора који се налази изнад њих. Њихова предност у односу на остале сакупљаче светлости је што је потребно померање огледала само када је промена положаја Сунца у ортогоналном смеру, док приликом паралелног помака то није потребно, јер светлост и даље пада на колекторе. Кроз колекторе под притиском струје синтетичко уље, растопљена со или пара, који се под утицајем Сунчевих ваздуха загревају. Колекторе је могуће извести у вакуумираном стаклу тако да се спрече губици топлоте кондукцијом и конвекцијом, а постижу ефикасност од 20%.
- Вероватно најважнији део сваког рефлетујућег телескопа је примарно огледало. Примарна огледала Њутновог телескопа су обично параболична огледала, која често имају рефлексију и до 90% и заштићена су кварцним заштитним слојем.[9]

## Занимљивости
- Ако се течност сипа у посуду и посуда се ротира, облик површине течности ће бити параболоидни. Управо на овој појави је заснована класична технологија за производњу параболичних огледала.